# 在日フィンランド人
在日フィンランド人（ざいにちフィンランドじん）は、日本に一定期間在住するフィンランド国籍の人々である。

## 統計
日本の法務省の在留外国人統計によると、2023年12月末時点で在日フィンランド人は865人である。
在留資格別（5位まで）
| 順位 | 在留資格                 | 人数 |
| ---- | ------------------------ | ---- |
| 1    | 留学                     | 246  |
| 2    | 永住者                   | 185  |
| 3    | 日本人の配偶者           | 134  |
| 4    | 技術・人文知識・国際業務 | 127  |
| 5    | 家族滞在                 | 55   |

都道府県別（5位まで）
| 順位 | 都道府県 | 人数 |
| ---- | -------- | ---- |
| 1    | 東京     | 340  |
| 2    | 神奈川   | 77   |
| 3    | 京都     | 51   |
| 4    | 大阪     | 48   |
| 5    | 千葉     | 40   |